# Вангелов, Живко
Живко Атанасов Вангелов (болг. Живко Атанасов Вангелов; род. 7 июля 1960, Нова-Загора, Сливенская область) — болгарский борец греко-римского стиля, чемпион Европы, чемпион и призёр чемпионатов мира, серебряный призёр летних Олимпийских игр 1988 года в Сеуле.

## Карьера
Выступал в полулёгкой (до 62 кг) весовой категории. Чемпион Европы 1983 и 1987 годов. Чемпион (1985, 1987) и бронзовый призёр (1983, 1986) чемпионатов мира. Серебряный призёр соревнований «Дружба-84» по греко-римской борьбе в Будапеште.
На летних Олимпийских играх 1988 года в Сеуле Вангелов победил венгра Енё Боди, финна Юкку Лойкаса, японца Сигеки Нисигучи, швейцарца Хуго Диче и стал победителем своей подгруппы. В финале болгарин проиграл советскому борцу Камандару Маджидову и стал серебряным призёром Олимпиады.